# Терву (полуостров)
Терву — полуостров в южной Карелии.
Полуостров Терву находится на западном побережье Ладожского озера и разделяет бухту Терву (на юге) с заливом Хелмелянселькя (на севере). На полуострове много небольших ручьев и озёр (крупнейшие Сурилампи и Котилампи).
Рельеф полуострова преимущественно холмистый. Высочайшая точка 86,3 м (гора Суримяки). Берег крутой, обрывистый, скалистый. В море близ полуострова много подводных и надводных камней. Полуостров порос лесом и кустарником.
Рядом с полуостровом глубины озера до 23 м. На восточном побережье геологическим продолжением полуострова является остров Мюкримюксенсари, от которого отделён узкой протокой. Южным продолжением полуострова является остров Лауватсари. С севера полуостров переходит в полуостров Калксало.
На полуострове располагается населённый пункт Терву. Территориально относится к Лахденпохскому району Карелии.